# 픽업 아티스트
픽업 아티스트(영어: pickup artist, PUA)는 유혹과 성적인 성공을 목표로 하는 사람이다. 주로 이성애자 남성인 그들은 종종 자신을 유혹 공동체 또는 픽업 공동체라고 칭한다.
"유혹 과학", "게임", 또는 "연구된 카리스마"의 부상은 서양 사회에서 여성 평등의 증가와 전통적인 성 역할의 변화에서 비롯된 데이트의 현대적 형태와 성별 간의 사회적 규범에 기인한다. 언론 평론가들은 "게임"을 성희롱이자 성 차별적 또는 여성혐오적이라고 묘사했다.

## 역사
현대 픽업 아티스트 관행은 1967년 합리적 정서 심리치료사 앨버트 엘리스와 로저 콘웨이가 저술한 《에로틱 유혹의 기술(The Art of Erotic Seduction)》과 1970년 에릭 웨버가 저술한 《소녀들을 픽업하는 방법!(How to Pick Up Girls!)》의 출판으로 거슬러 올라간다. 이 실용 가이드들은 남성들에게 "픽업"을 통해 여성들을 만나도록 권장한다.
로스 제프리스는 워크숍을 가르치고, "스피드 유혹"이라고 불리는 신경언어 프로그래밍(NLP) 기술 모음을 홍보했으며, 1991년 《당신이 원하는 여성을 침대로 데려가는 방법(How to Get the Women You Desire into Bed)》을 출판했다. 다른 전문가들은 거의 같은 시기에 스스로를 확립했지만 서로 접촉은 없었다. 1994년, 당시 제프리스의 제자였던 루이스 드 페인은 alt.seduction.fast (ASF)라는 뉴스그룹을 설립했다. 이는 다른 인터넷 토론 포럼, 이메일 목록, 블로그 및 유혹 정보와 기술을 공유할 수 있는 사이트 네트워크를 탄생시켰다.
다른 픽업 강사들은 경쟁적인 방법들을 내세우며 등장했고, 이 커뮤니티 내에서 "유혹 구루" 또는 "구루"로 알려졌다. 그들의 스터디 그룹은 점차 유혹 공동체의 모임 그룹인 "유혹 소굴(seduction lairs)"로 발전했다. 소굴은 일반적으로 온라인 포럼과 직접적인 그룹 모임을 포함한다. 1990년대 후반, 클리포드 리는 커뮤니티의 중심적인 독립 목소리로서 클리프의 리스트 유혹 편지(Cliff's List Seduction Letter)를 시작했다.
이 공동체는 1999년 영화 매그놀리아를 통해 더 널리 알려졌다. 이 영화에서 톰 크루즈는 제프리스를 느슨하게 모델로 한 카리스마 있지만 정서적으로 불안정한 픽업 구루를 연기했다. 2005년, 언론인 닐 스트라우스는 이 공동체를 폭로하는 《더 게임: 픽업 아티스트들의 비밀 사회 침투하기》를 출판하여 뉴욕 타임스 베스트셀러 목록에 올랐고 픽업 기술을 더 많은 사람들에게 알렸다. 이 공동체는 VH1의 텔레비전 쇼 더 픽업 아티스트(2007–2008)를 통해 더욱 대중화되었다.

## 개념
많은 픽업 아티스트(일반적으로 PUA로 약칭)는 심리학, 자신감, 자존감(총칭 "내부 게임") 및 사회적 기술과 외모(신체 단련, 패션 감각, 몸단장)(총칭 "외부 게임")에 대한 이해를 향상시켜 "게임"을 진행한다. 이 커뮤니티의 많은 구성원들은 여성과 이러한 방식으로 상호 작용하는 데 필요한 능력이 향상될 수 있다는 생각으로 정기적인 연습을 통해 자신의 "게임"이 다듬어진다고 믿는다.
픽업 공동체는 "게임"과 남녀 역학 및 사회적 상호작용을 설명하기 위한 특별한 용어를 사용한다. 스터디 그룹과 상품을 통해 학습되는 이 용어는 고립된 공동체를 만든다. 픽업 용어는 일상 영어 어휘나 비즈니스, 스포츠, 군대와 같은 남성 중심 분야에서 차용되었으며, 익숙하지 않은 사람들에게는 상당히 불투명할 수 있다.
"나이트 게임"은 밤에 바와 클럽에서 여성을 만나는 것을 의미하며, "데이 게임"은 낮에 거리나 쇼핑몰에서 여성을 만나는 것을 의미한다.

## 산업
과거 픽업 아티스트였던 루시 V, 그는 이후 자신의 과거를 부정하고 정교회 기독교로 개종했으며, 여성을 유혹하는 기술을 설명하는 14권의 책을 직접 출판했다. 살롱에 따르면, 이러한 책들은 픽업 산업의 "캐시카우"이다. 픽업을 둘러싼 문화는 사회적 및 유혹 기술을 향상시키고자 하는 사람들에게 상담과 현장 훈련을 제공하는 전체 산업을 탄생시켰다.
언론의 관심과 픽업 구루들의 급증은 상업화와 경쟁을 불러왔다. 구루들은 워크숍, 서적, 전자책, DVD, CD, 온라인 비디오 강좌, 인터넷을 통한 화상 통화 멘토링 등을 판매한다.

## 실천
다양한 픽업 방법들을 지지하는 여러 학파가 있다. 이들은 매우 간접적이고 비공식적인 대화로 시작하는 것을 강조하는 접근 방식부터, 매력을 매우 개방적이고 직접적으로 전달하는 방식까지 다양하다. 픽업 아티스트들은 일반적으로 좋은 외모, 본능, 또는 사회적 관습에 의존하는 것을 믿지 않고, 경험적 수단을 통해 성공을 달성한다고 믿는다.
픽업 아티스트들은 일반적으로 남성이 더 남성적으로 매력적이기 위해서는 주도적인 사고방식, 즉 접촉과 대화를 전반적으로 이끌고 시작하는 사고방식을 가져야 하며, 여성은 일반적으로 접촉을 시작하지 않을 것이라고 가정한다. 이러한 가정은 남성이 여성에게 다가가면서 모든 상호 작용을 시작해야 한다고 요구한다. 픽업 아티스트들은 혼자 또는 윙맨과 함께 반복적으로 접근한다. 스트라우스는 하루에 125번 접근한 픽업 아티스트를 묘사한다. "미스터리 메소드"는 낯선 사람들의 그룹("세트")에 접근하고, 매력이 형성될 때까지 "타겟"과 대화를 시작하지 않고 그룹의 모든 구성원에게 주의를 기울이도록 권장한다. 매력을 얻는 한 가지 방법은 남성들의 리더 역할을 하고 다른 여성들로부터 이미 사회 증명을 즐기는 것이다. 궁핍하게 보이지 않기 위해 "거짓 시간 제약"을 사용하여 "세트"를 떠나는 척할 수 있다. "타겟"이 관심 지표(IOI)를 보이면, 픽업 아티스트는 그 여성에게서 자신이 높이 평가하는 자질에 대해 그녀를 자격 부여함으로써 관심사를 되돌려 보일 수 있다. 다음으로, 일련의 장소 변경과 취약성과 미래 계획을 포함하는 점진적으로 더 깊은 주제에 대한 대화를 통해 여성과의 감정적 연결이 형성된다. 이 시간 동안 남성은 터치와 "키노(kinoing)"를 통해 신체적 연결을 단계별로 확장한다. 여성과 평균 10시간 정도를 보낸 후 성적 관계가 시작될 수 있다. 그러나 PUA 가르침에 따르면 여성은 역사적으로 임신이 남성보다 더 위험했기 때문에 "막판 저항"으로 인해 섹스를 피하는 경향이 있다. 반면에 남성은 거절에 대한 두려움인 "접근 불안"으로 인해 애초에 여성에게 접근하는 것을 피하는 비슷한 경향이 있다.
제프리스 버전의 픽업은 신경언어 프로그래밍(NLP)에 기반을 두고 있는데, 이는 신경 과정, 언어, 경험을 통해 학습된 행동 패턴 사이에 연관성이 존재한다고 주장하는 이론이다. 이 버전의 픽업은 어떤 사람을 모델로 삼아 그들의 기술을 얻을 수 있다고 가정한다. 그러나 과학적 합의는 NLP가 유사과학이며 그 방법론에 증거 기반이 없다는 것이다. 나중에 픽업 구루들은 제프리스의 주장을 포기하면서도 NLP의 기본 요소를 계속 사용했다. 스트라우스는 NLP가 매력-편안함-유혹 진행과 같은 사회 역학에 기반한 기술의 등장으로 빠르게 구식이 되었다고 주장한다.
네깅은 에릭 폰 마르코비크의 가장 악명 높은 기술 중 하나로, 여성의 자신감을 약화시켜 유혹에 더 취약하게 만들기 위해 이중적인 칭찬을 하는 행위로 묘사되었다. 여성에게 아첨하는 확인과 관심을 주지 않는 것은 그녀로 하여금 자신을 네그(neg)하는 남성으로부터 그러한 것을 적극적으로 찾도록 영향을 미칠 수 있다. 스트라우스는 네깅의 주요 목적은 남성이 잠재적인 구혼자로서 스스로를 자격 박탈시켜, 덜 부담스러운 조건으로 상호 작용할 수 있도록 하는 것이라고 말한다. 언론인 코너 프리더스도프는 픽업 아티스트의 네깅 사용을 비난했지만, 일부 여성에게 매력을 유발하는 데 효과적인 것으로 보인다는 점을 인정했다.
"포닝(Pawning)"은 PUA 자신의 사회적 가치를 증명하기 위해 원치 않는 여성을 거래하거나 버리는 행위이며, "고잉 케이브맨(going caveman)"은 언어적 접촉을 줄이면서 신체적 접촉을 늘리는 행위이다.
"막판 저항(last minute resistance)" (LMR) 전술이라고 불리는 PUA 기술 중 하나는 여성이 원하지 않는다고 표시한 후에도 섹스를 하도록 설득하기 위해 고안되었다. 여기에는 여성이 생리 중인 것을 괜찮다고 하는 것과 같이 상호 이익이 되는 전술부터 냉혹한 조작 및 강간에 이르는 전술이 포함된다.

## 비판
커뮤니티 외부에서 악명 높은 평판을 가진 PUA 운동은 성 차별적, 여성혐오적, 그리고 유사과학적으로 묘사되었다. 루시 V는 여성과 섹스에 대한 그의 견해로 인해 남부빈곤법률센터로부터 증오심이 많고 여성혐오적이라는 비난을 받았으며, 그의 책에 묘사된 강간 옹호 및 여러 강간 사건에 대해 비난을 받았다.
페미니스트 BDSM 작가이자 활동가인 클라리스 손(Clarisse Thorn), 《픽업 아티스트 추격자의 고백: 끔찍한 남자들과의 긴 인터뷰(Confessions of a Pickup Artist Chaser: Long Interviews with Hideous Men)》의 저자는 PUA 공동체를 흔히 "터무니없고 성 차별적"이며 "강압적이고 문제적"이라고 비판하며, 적대적인 성 역할을 조장한다고 말한다. 그러나 그녀는 또한 PUA 전술이 PUA 공동체에만 국한된 것이 아니라 사회 전반의 신념과 패턴, 그리고 인간의 성적 행동 전략을 나타내기 때문에 이해할 가치가 있다고 주장한다. 세바스찬 해리스와 같은 다른 데이트 코치들은 픽업 아티스트들의 여성혐오적 경향에 대해 공개적으로 반대한다. UCLA 여성학 연구 센터는 PUA 문화가 여성혐오적이며, 강간과 살인을 포함하는 성 차별적 행동과 태도의 연속선상에 있다고 주장한다.
픽업 아티스트들은 언론과 대중으로부터 엇갈린 반응을 받았으며, 많은 사람들이 그 관행과 이론 모두를 부도덕하고 성 차별적이며 비효율적이라고 여긴다. 2014년, 널리 지지받는 대중 청원에 따라, 미국 기반의 PUA 연사이자 강사인 쥘리앵 블랑은 여성을 목을 잡고 머리를 자신의 가랑이 쪽으로 강제로 움직이는 등의 행동을 설명하고 시연하는 유튜브 영상을 게시한 후 영국과 호주 모두에서 입국이 거부되었다.
휴스턴 프레스의 한 기사는 픽업 아티스트 활동이 "들리는 것처럼 음란하지는 않다"고 주장했다. 이 기사는 confidentup.com의 웹마스터가 커뮤니티를 옹호하는 발언을 인용했다. "그것은 푸시업 브라나 스틸레토 힐 또는 헬스장에 가서 운동하는 것보다 더 기만적이지 않다... 이것은 단지 말과 유혹의 게임이 아니라, 전반적인 삶의 개선이다." 스트라우스는 "나는 정말로 이 모든 루틴과 조작이 남자가 발을 들여놓을 수 있는 방법일 뿐이며, 여성이 그와 연결된다면 여전히 그를 선택할 수 있다고 생각한다"며 픽업 기술이 "선한 목적으로도 악한 목적으로도 사용될 수 있다"고 말한다. 그는 "여성은 믿을 수 없을 정도로 직관적이며, 나쁜 의도를 가진 소름 끼치는 남자들은 여성을 사랑하고 존중하는 남자들만큼 잘하지 못한다"고 주장한다.
샌프란시스코 매거진의 한 기사는 블로거 "돌리"가 픽업 아티스트들과 겪은 경험을 다루고 있다. 기사에 따르면 돌리는 다음과 같았다.
...처음에는 PUA에 거부감을 느꼈다. 그러나 샌프란시스코 출신 두 명을 포함해 더 많은 PUA를 만난 후, 그녀는 3월에 발표된 신문의 부정적인 기사에 대한 반박으로 빌리지 보이스에 그들을 옹호하는 편지를 썼다. 돌리는 "PUA들은 여성에게 재미있고, 긍정적이며, 흥미로운 경험을 만들어주려고 노력한다"고 썼다. "많은 이들이 따르는 신조는 '만났을 때보다 더 좋은 상태로 그녀를 떠나라'이다. 그것이 뭐가 그렇게 나쁜가? 그들도 잠자리를 갖고 싶어한다는 것인가? 아시다시피 남자들은 항상 섹스를 원했고 앞으로도 계속 원할 것이다. 마침내 성공적인 방법을 발견했다고 해서 그들을 비난할 수는 없다."

기자 진 와인가르텐은 미스터리 메서드 코퍼레이션(현재 러브 시스템즈) 세미나에 사흘간 몰두한 후 "남성들이 여성을 픽업하고, 그들 앞에서 편안함을 느끼게 하며, 첫 만남 후 7시간 이내에 잠자리를 갖는 방법에 대한 단계별 튜토리얼"에 대해 불편함을 표했다. 그는 제도적으로 가르쳐지는 유혹 기술, 픽업 라인 연습, 진정하고 방어적이지 않은 행동, 그리고 낯선 사람을 부드럽게 설득하여 섹스를 하도록 하는 것에 대한 윤리적 문제에 대해 우려했다.
언론인 휴고 리프킨드는 스트라우스가 진행한 비슷한 세미나에 참여했다. 리프킨드는 처음에는 픽업 기술에 어려움을 겪었지만, 결국 여성의 관심을 끄는 법을 배우고 죄책감을 느꼈다고 말한다. 여성이 그에게 관심을 보일 때, "그녀는 솔직히 말해서 저를 이제껏 만난 사람 중 가장 매력적인 사람처럼 바라봅니다. 인간으로서, 그리고 아마 더 중요하게는 여자친구가 있는 사람으로서, 저는 완전한 쓰레기처럼 느껴집니다."

## 학술 연구
문화 분석 저널에 2012년 에릭 C. 헨드릭스가 발표한 커뮤니티에 대한 학술 논문은 독일에서 부트캠프와 "소굴" 모임에 대한 참여 관찰을 포함한 국제 연구를 바탕으로 성공적인 픽업 아티스트를 안내하는 가치 체계를 상세히 설명한다. 이 기사는 "비너스 예술"의 성공적인 실천가들의 가치가 "쾌락주의적 목표와 내면세계 금욕주의의 확산된 형태"의 얽힘에 의해 형성된다고 주장한다. 헨드릭스에 따르면, 성적 만족이라는 쾌락주의적 목표는 일련의 "훈육적이고 금욕적인 가치"와 복잡한 방식으로 상호 작용하며, 저자는 구루들의 마케팅이 쉽고 노력 없는 "빠른 해결책"을 약속하더라도 이러한 훈육적이고 금욕적인 가치가 유능한 실천가들의 가치 체계에 중요하다고 강조한다.
앤드류 킹의 저널 섹슈얼리티 & 컬처에 실린 픽업 아티스트의 문화사 논문은 PUA 철학의 성장이 학술 및 대중문화에서 페미니즘의 부상과 병행하며, 어떤 면에서는 그 한계, 특히 성 평등주의 개념에 대한 비판으로 볼 수 있다고 주장한다.
이러한 사고방식과 일치하게, 심리학자 페트라 보인턴은 픽업 아티스트들의 주장에 대해 "효과에 대한 증거가 없다"고 언급했다. 반면에, 2012년 진화심리학 저널에 실린 네이선 오쉬와 이고르 미클루시치의 학술 검토 기사는 커뮤니티에서 주장하는 많은 원칙들, 예를 들어 매력 생성, 친밀감 형성, 상호 유혹 달성 등은 사회심리학, 생리학, 진화심리학에서 어느 정도 증거 기반 지원을 받는 것으로 보인다고 주장한다.

## 저명한 인물
- 쥘리앵 블랑
- 로스 제프리스
- 마크 맨슨
- 에릭 폰 마르코비크
- 닐 스트라우스
- 루시 V
- 에릭 웨버

## 같이 보기
- 돈 후아니즘
- 후크업 문화
- 방종파
- 남성주의
- 남성계
- 남성인권 운동
- 원나이트 스탠드
- 픽업 라인
- 플레이보이 라이프스타일
- 성적 문란
- 레이크 (정형적 인물)
- 성적 자본

## 주목할 만한 서적
- Strauss, Neil (2005). 《더 게임: 픽업 아티스트들의 비밀 사회 침투하기》. 리건북스. ISBN 0-06-055473-8.
- Strauss, Neil (2007). 《더 게임의 법칙》. 하퍼콜린스. ISBN 978-0060554736.
- Browne, Joy (2006). 《데이트 초보자들을 위한》. 와일리. ISBN 0-471-76870-7.
- Markovik, Erik von (Mystery); 크리스 오덤 (2007). 《미스터리 메서드: 아름다운 여성을 침대로 데려가는 방법》. 세인트 마틴 프레스. ISBN 978-0312360115.
- Greene, Robert (2004). 《유혹의 기술》. 프로파일 북스. ISBN 1861977697.
- O'Neill, Rachel (2018). Seduction: Men, Masculinity and Mediated Intimacy.[59] Wiley ISBN 9781509521555.

## 같이 보기
- 데이트
- 연애
- 미팅
- 소개팅
- 데이팅 코치(영어판)
- 데이트 폭력
- 데이트 강간